# 脇本城
脇本城（日语：／ Wakimotojō */?），又稱為生鼻城（日语：／ Oihanajō */?）或太平城（日语：／ Taiheijō */?），是位於日本秋田縣男鹿市脇本脇本字七澤外的城跡，與檜山城、湊城並稱為安東三城，原本是平山城，為日本國史跡，整體面積達150萬平方米左右，指定範圍則佔其中的1,287,383平方米。

## 規模
脇本城位於男鹿半島南面相對高度約100米的丘陵，東面至北面是八郎潟和檜山地方，南面是日本海，遙望鳥海山，西面則男鹿半島的群山，山腳是脇本港。脇本城分為乍木、兜崎和打崎、馬乘場、寺院、內館、城下町和念堂地區，曲輪集中於兜崎和打崎、馬乘場和內館地區，以與日本海最為接近的內館地區為中心，由土壘包圍，邊長數十米的方形城郭呈階梯狀分佈於此，另有水井遺址。位於丘陵中央部分的馬乘場地區，鋪設了T字型的道路，在一旁原本建有方形屋敷。兜崎和打崎地區位於東面的丘陵，在方形主郭附近有呈階梯狀分佈的城郭。此外，寺院地區建有萬境寺和本明寺等佛寺，萬境寺的前身是據傳為安東愛季墓地所在的法藏寺，本明寺是由愛季兄弟開基的寺廟，城下町地區則稱為脇本遺跡。

## 歷史
根據《日本城郭全集》和《日本城郭大系》推測，脇本城由安東鹿季建成。元龜元年（1590年），愛季遷移至湊城前以此城為居城，及後以原本的城郭為基礎進行改建，愛季在天正5年（1577年）將湊城交給其嫡子安東業季，自己則以脇本城為居城。天正15年9月1日（1587年10月2日），愛季在與戶澤氏和小野寺氏的唐松山合戰期間，於脇本城病死，由秋田實季繼任家督。天正17年（1589年），實季的表兄安東通季攻擊實季，引發湊騒動，脇本城船越川一帶成為戰場。
另一方面，根據《奧羽永慶軍記》記載，攻擊實季的是湊城主安東友季，其後見人是叔父脇本城主涌本五郎脩季（安東修季、安東五郎修季）。因此，也有說法認為是修季煽動通季發動叛亂，修季最終也戰死，葬於脇本城東面的桂源寺。不過，根據享保15年（1730年）的《六郡郡邑記》和《秋田風土記》記載，脇本城是脇本五郎友季的居城。天正19年（1591年），實季在脇本城南面創建菅原神社。
關於脇本城的廢城時期，文化廳認為是在天正18年（1590年）奧州仕置至慶長7年（1602年）佐竹氏興建久保田城期間為止，《了解日本城堡事典》指是在奧州仕置時，《日本歷史地名大系》引述《柞山峯之嵐》指是慶長7年，《日本城郭大系》則指是慶長8年（1603年）由佐竹氏下令廢城。另外，男鹿市教育委員會雖然主張脇本城的廢城時期不明，不過推測是在江戶時代初期。
文化元年（1804年），菅江真澄曾經到訪脇本城的遺址。1987年，脇本城祉懇話會成立，開始着手整理脇本城。1993年，開始對脇本城展開調查。1995年，脇本城的788,626平方米的範圍獲指定為男鹿市指定文化財，其後在1997年，784,346平方米的範圍則獲指定為秋田縣指定文化財，男鹿市指定文化財的指定範圍在2000年時則擴大了62,630平方米。2004年9月30日，脇本城獲指定為日本國史跡。2017年4月6日，脇本城獲日本城郭協會選為續日本100名城。

## 外部連結
- . 东北新社 （日语）.